# تفسیر نورالثقلین
تفسیر نور الثقلین تألیف عبد علی بن جمعة العروسی حویزی تفسیری روایی از قرآن به زبان عربی است.

## مؤلف
عبد علی بن جمعه العروسی حویزی محدث و مفسر شیعی قرن یازدهم قمری است. تاریخ دقیق ولادتش مشخص نیست. اهل حویزه خوزستان بوده و از تبار عروسی است. دربارهٔ تاریخ درگذشتش اختلاف وجود دارد، بیشتر منابع سال درگذشت او را ۱۱۱۲ قمری دانسته‌اند اما برخی هم ۱۰۵۳ قمری دانسته‌اند. از وی برخی سخنان به‌صورت «قیل» نقل شده و عمل می‌کرده و معتقد بوده که این سخنان از آن صاحب الزمان است که ایشان برای صیانت، آنها را در میان فقیهان به‌صورت مبهم پخش کرده‌است.

## علت نامگذاری
این تفسیر به نام نورالثقْلین خوانده شده و مراد از آن قرآن و عترت است. برخی نیز نام این تفسیر را نورالثقَلَین به معنای نور جن و انس خوانده‌اند.

## شیوه
تفسیر نور الثقلین تفسیری روائی است که در بر گیرنده بخشی از آیات قرآن است که دربارهٔ آن روایاتی از پیامبر اسلام و اهل بیتش وارد شده‌است.
هدف مفسر، فقط گردآوری روایات مربوط به آیات است نه تأیید آنچه نقل کرده، چراکه مؤلف به این نکته تصریح می‌کند که هدف از گردآوری فراهم آوردن فرصت تحقیق بیشتر در روایات تفسیر است. از این رو حتی روایاتی را که با اجماع شیعه مخالف بوده‌است نیز ذکر کرده‌است.